# Erste Leipziger Bürgerschule

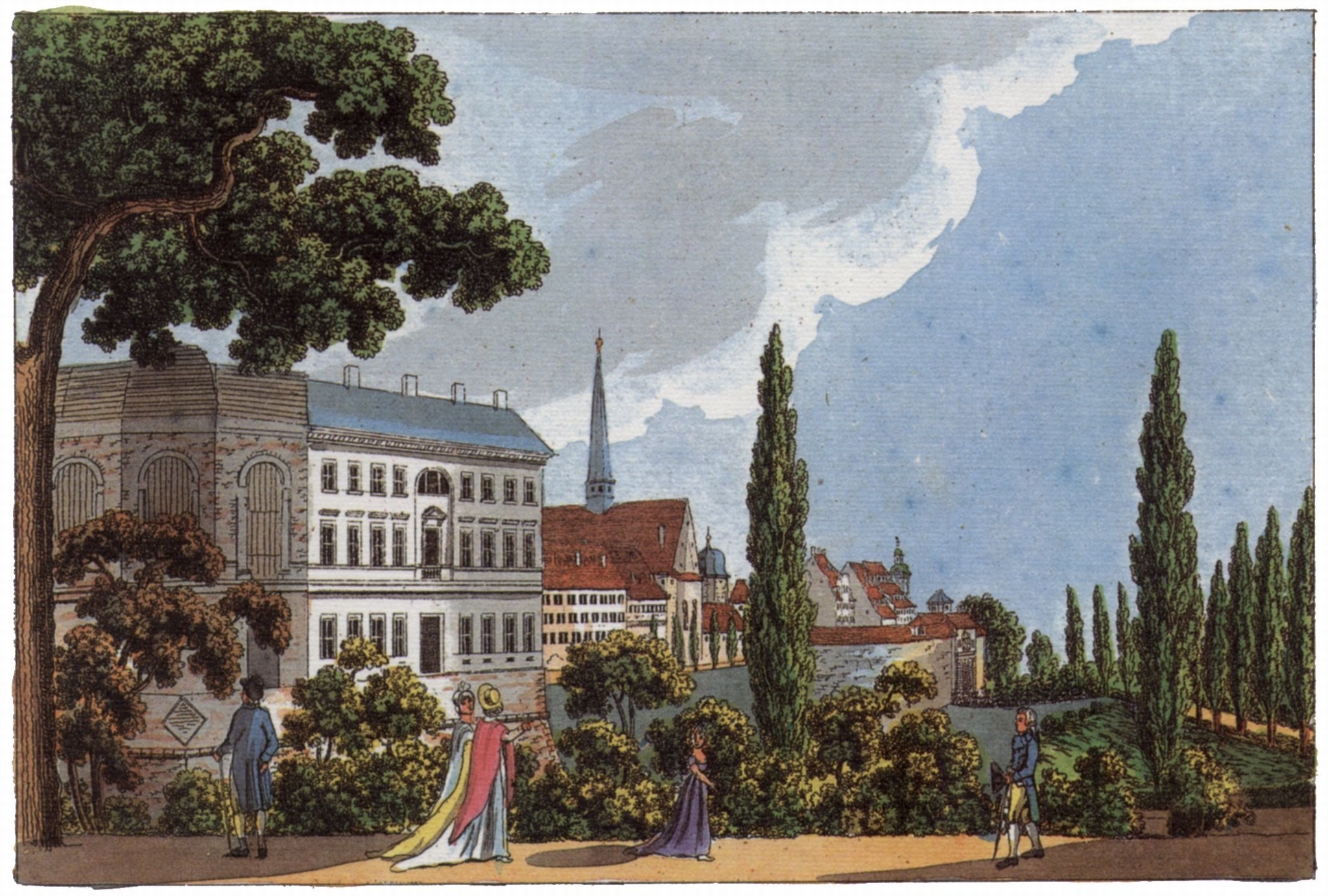
Links: Erste Leipziger Bürgerschule (Gemälde von Carl Benjamin Schwarz)

Die Leipziger Bürgerschule wurde im Jahr 1804 auf der Moritzbastei nach siebenjähriger Bauzeit eröffnet. Weil in den Folgejahren in Leipzig aus Platzgründen vier weitere Bürgerschulen eröffnet wurden, wird sie als erste Leipziger Bürgerschule bezeichnet. 
Das Gebäude wurde im Zweiten Weltkrieg zerstört.

## Geschichte

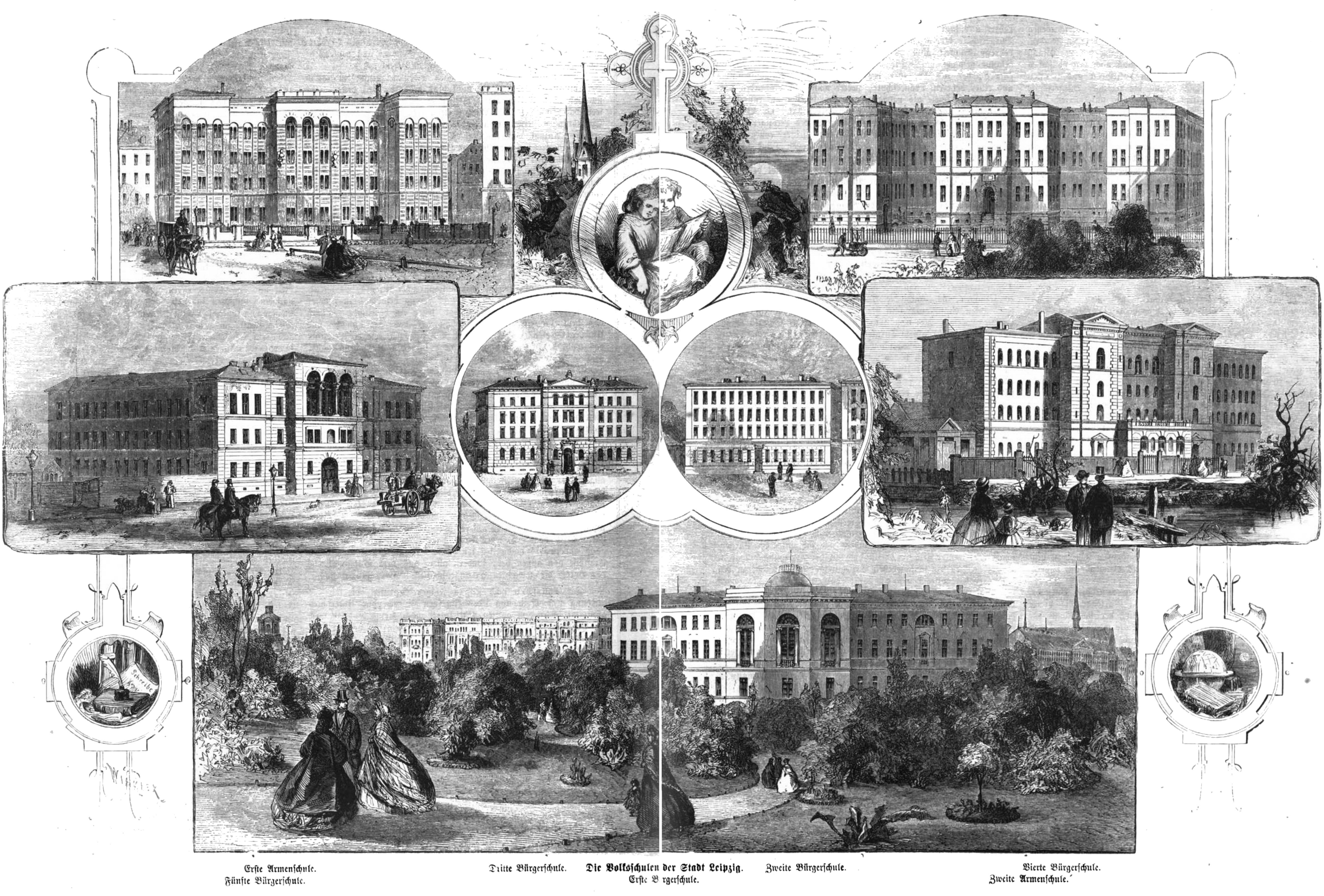
Oben: 1. Armenschule und 4. Bürgerschule
Mitte: 5., 3. und 2. Bürgerschule und 2. Armenschule
Unten: 1. Bürgerschule

Als Vorbild diente die Ratsfreischule. Sie war nach ersten Versuchen für das grundlegende Volksschulwesen erbaut worden. Jene Vorgänger waren z.b. von... gestiftet worden, waren wohl aber „unzureichend“. Jedoch waren sie „Anfänge“ für Volksschulen in der heutigen Gestalt. Es gab zwar schon die St. Thomas-Schule und die Nikolaischule, jedoch waren diese den höheren Ständen vorbehalten. Kinder aus ärmeren Familien besuchten jene zwei in geistlicher Hand liegenden Schulen nicht, was sich bis zur Reformation auch nicht änderte.
Die Obermeister von 25 Innungen richteten am 25. Februar 1795 an den Rat die Bitte, er möge „aus ganz besonderer Milde und Güte, zur Bildung der Jugend, sowohl männlichen als weiblichen Geschlechts, ihnen eine allgemeine Bürgerschule, in welcher die Kinder gegen ein billiges Schulgeld einen ebenso wohlthätigen als zweckmäßigen Unterricht in dem Maße, als die armen Kinder in hiesiger Freischule erhalten, genießen können, zu schenken gnädig und hochgeneigt geruhen.“ Am 3. Mai 1796 wurde die Verwirklichung der Anfrage beschlossen, nämlich die Errichtung „eine[r] allgemeine[n] Bürgerschule auf der alten Moritzbastei“. Als Architekt wurde Johann Carl Friedrich Dauthe eingesetzt.
Die Stärke der alten Festungsmauern wurde vor Baubeginn unterschätzt, wodurch eine Senkung des Gebäudes drohte. Es wurden „wirklich riesenhafte Gewölbe, die man hinter der Umfassungsmauer schlug“, notwendig und die Kosten stiegen in immense Höhen. Die Hälfte des Gebäudes war jedoch schon fast fertig. Durch den Wunsch der Bürgerschaft und der Innungen wurde das Projekt fortgeführt. Weil mit dem östlichen Flügel und dem Mittelbau ein Teil des Gebäudes schon fertig war, ernannte der Rat an Ostern 1803 Ludwig Friedrich Ernst Gedike zum Rektor der demnächst zu eröffnenden Schule.
Dies geschah am 2. Januar 1804. Die Schülerzahl von anfangs 265 stieg im gleichen Jahr noch bis 600. Die Schule wurde von allen Seiten gut bewertet und diente daher als Vorbild für etwaige vergleichbare Bauten in anderen Städten. Am 19. Oktober 1806 besetzten französische Truppen (Vierter Koalitionskrieg) die Stadt, womit der Bau bis auf weiteres unterblieb. Im Oktober 1813 wurde die Schule vollständig als Militärhospital (Völkerschlacht bei Leipzig) verwendet. Am 4. März 1814 haben „die letzten russischen Rekonvaleszenten das Schulhaus verlassen“ und die Schülerinnen und Schüler konnten im Juni zurück in das Gebäude. Karl Christoph Vogel ersetzte den im Jahr 1832 zurückgetretenen Gedike, der sich den zeitgenössischen Reformplänen der Schule (nach den Auswirkungen der Julirevolution auf Sachsen) nicht mehr gewachsen sah. Vogel leistete hervorragende Arbeit, wodurch das Ansehen der Schule „Von nah und fern“ stieg. Es unterrichteten 40 Lehrer und 6 Lehrerinnen 1700 Schülerinnen und Schüler in 34 Klassen. Der westliche Flügel der Schule entstand durch den Architekten August Wilhelm Kanne in den Jahren 1825 bis 1834.
Durch die Überfüllung der Schule mussten neue entstehen, und zwar geschah dies im Jahr 1839, als die zweite Bürgerschule (heute Naturkundemuseum Leipzig) fertiggestellt wurde. 2 Lehrerinnen und 23 Lehrer unterrichteten dort über 1000 Schülerinnen und Schüler. Es folgte 1849 eine dritte Bürgerschule mit wechselndem Standort. Verursacht durch ihr geringes Schulgeld besuchten im Jahr 1862 über 2.500 Schülerinnen und Schüler diese Schule, also wurde in diesem Jahr (in Reichels Garten) eine vierte Bürgerschule eröffnet und im Folgejahr (längs der Zeitzer Straße) eine fünfte.
Beim Bombenangriff auf Leipzig am 4. Dezember 1943 wurde das Gebäude schwer beschädigt und daraufhin abgerissen.